# 保羅·珀西·哈里斯

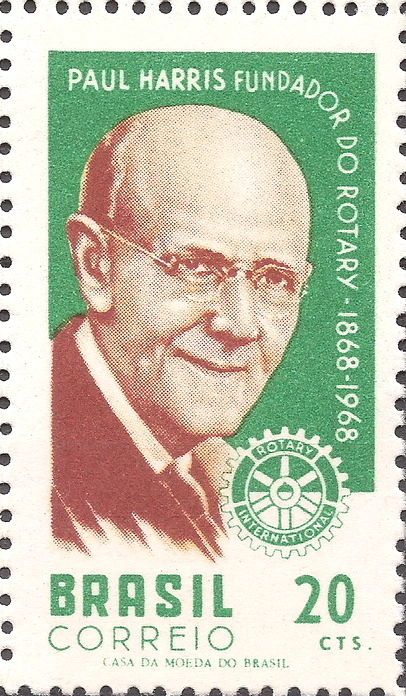
巴西政府在1968年發行的保羅·哈里斯（Paul P. Harris）郵票

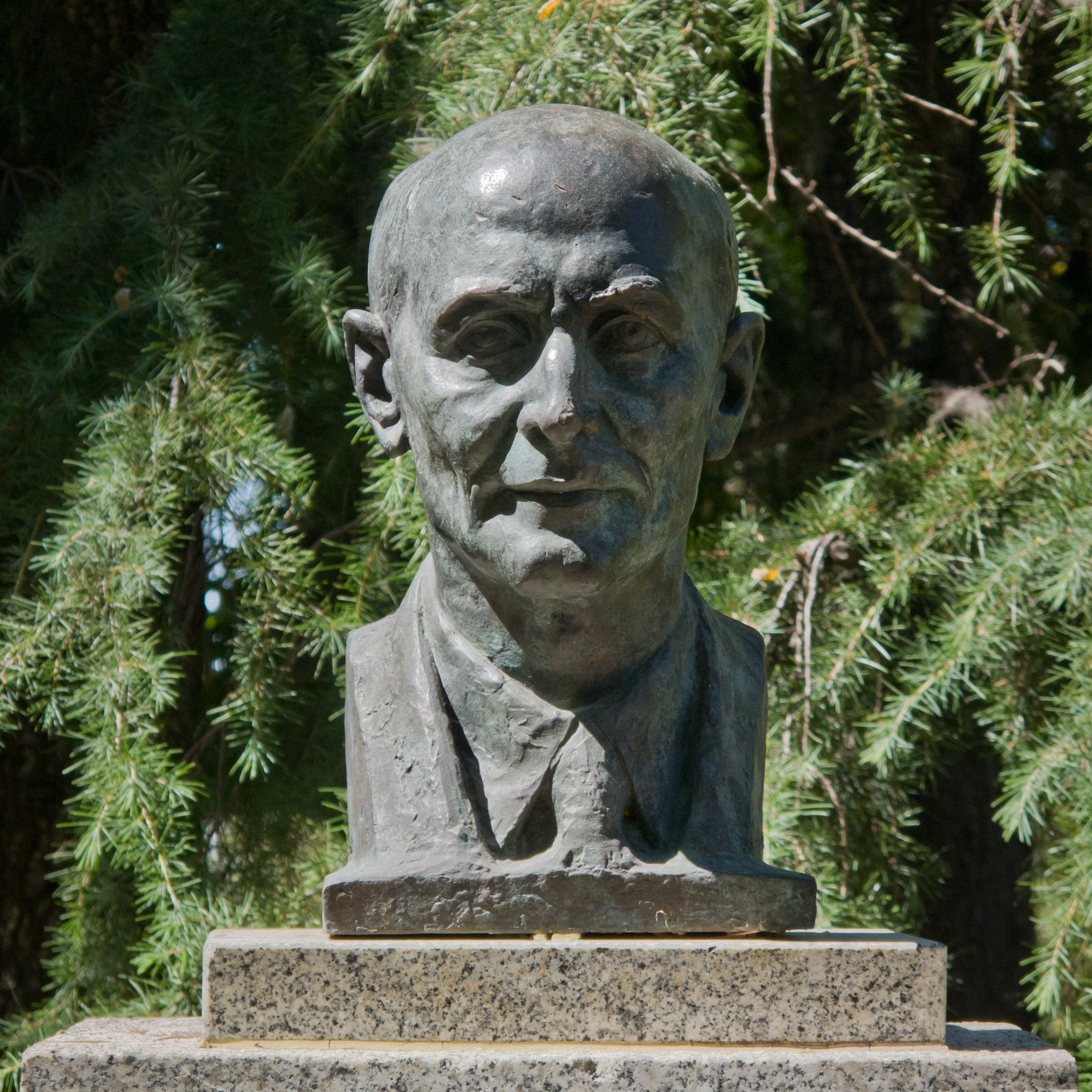
位在西班牙馬德里的保羅·哈里斯（Paul Harris）塑像

保羅·哈里斯（Paul Harris，1868年4月19日—1947年1月27日），全名保羅·珀西·哈里斯（Paul Percy Harris），是一名美國伊利諾州芝加哥律師，在1905年創立了國際扶輪。

## 個人生活
1868年出生於美國威斯康辛州拉辛郡拉辛，為喬治·哈里斯和康尼利亞·哈里斯的次子。3歲時，與兄弟姐妹一同搬到佛蒙特州與祖父母霍華德·哈里斯和帕梅拉·哈里斯一起居住；此後曾短暫就讀位於勒德洛的黑河學院，中學畢業後進入佛蒙特大學，但在1886年因涉及秘密社團的事件被開除。1887年秋天，改就讀於普林斯顿大学，但在1888年春天由於祖父的去世，使得他中斷了在普林斯顿地學業，搬到愛荷華州狄蒙因，並在當地一家律師事務所內當學徒，此後再到愛荷華大學學習法律，最終於1891年6月畢業取得法學學士學位。
大學畢業後，曾從事各種零工，包括擔任報社的業務員和記者，在水果農場擔任演員和牛仔，甚至也曾隨著牛隻的運送前往歐洲。
1896年，哈里斯搬到了芝加哥，最終定居在摩根公園附近。

## 職涯
保羅·哈里斯於1896年在芝加哥的核心商業區開始了他的律師生涯。在後續的四十年裡，他成為了一位積極活躍的法律人。在建立法律事務所後，保羅·哈里斯開始思考組織一個在地專業人士團體的好處。1905年，哈里斯與三位客戶 Silvester Schele，Gustavus Loehr 和 Hiram Shorey 共同成立了第一個以夥伴及友誼為出發點的扶輪社。他的初衷只是想建立一個凝聚情誼與專業的俱樂部。但不久後，保羅·哈里斯就意識到扶輪社需要更遠大的目標。
當哈里斯於1907年當選為芝加哥扶輪社的第三任社長時，他啟動了第一個公共服務項目，即在芝加哥建造公共廁所。這一步將扶輪社變成世界上第一個服務性社團。執行委員會（現為籌款委員會）的成立促進了這一行動。該委員會向所有成員開放，他們的中午會議開始了扶輪社例會用餐的傳統。保羅·哈里斯對扶輪社的成長抱有很大的期許，在扶輪的歷史中，很早就開始成立新的社，首先是在美國西岸，然後是整個美國和歐洲。到1910年，在北美主要城市至少成立了 15 個新的扶輪社。那年 8 月，所有的 16 個扶輪社在芝加哥舉行了全國大會。在那裡，他們決議聯合成立全國扶輪社協會（National Association of Rotary Clubs）。最終，該組織發展成為國際扶輪，讓保羅·哈里斯的全球化夢想實現。由於對扶輪的卓著貢獻，保羅·哈里斯獲得了許多國家政府頒發的勛獎。

## 死亡和遺產
在他的晚年，保羅·哈里斯減少了對於扶輪社和律師事務的參與，但仍繼續寫作。他經常和妻子一起在阿拉巴馬度過冬天。1946年初，他與妻子在阿拉巴馬州度假時生病了。他回到伊利諾伊州的貝弗利，但自此未能完全痊癒。他在 1947 年 1 月 27 日去世，享年 78 歲。 他被埋葬在芝加哥摩根公園附近的希望山公墓。他的自傳《我的扶輪之路》於次年出版。

### 國際扶輪
保羅·哈里斯逝世時，國際扶輪已經是一個遍布全球超過 75 個國家，社員人數超過 200,000 人的國際組織。雖然扶輪社確實提供了一個平台對於商業和社交網絡的建立，但它首要之務還是聚焦在推動各項在地與國際服務項目。目前全球約有 120 萬名扶輪社員。
世界上有幾個城鎮與國際扶輪合作，興建扶輪遺產小徑（Rotary Heritage trail）。這當中也包含了保羅·哈里斯的出生地：威斯康辛州拉辛市有以他的名字命名的市中心廣場、步行公園，還有現在位在伊利諾州的國際扶輪總部（當中有他律師事務所的復刻）。他們的家鄉和最後的安息之地。，

### 保羅哈里斯之友

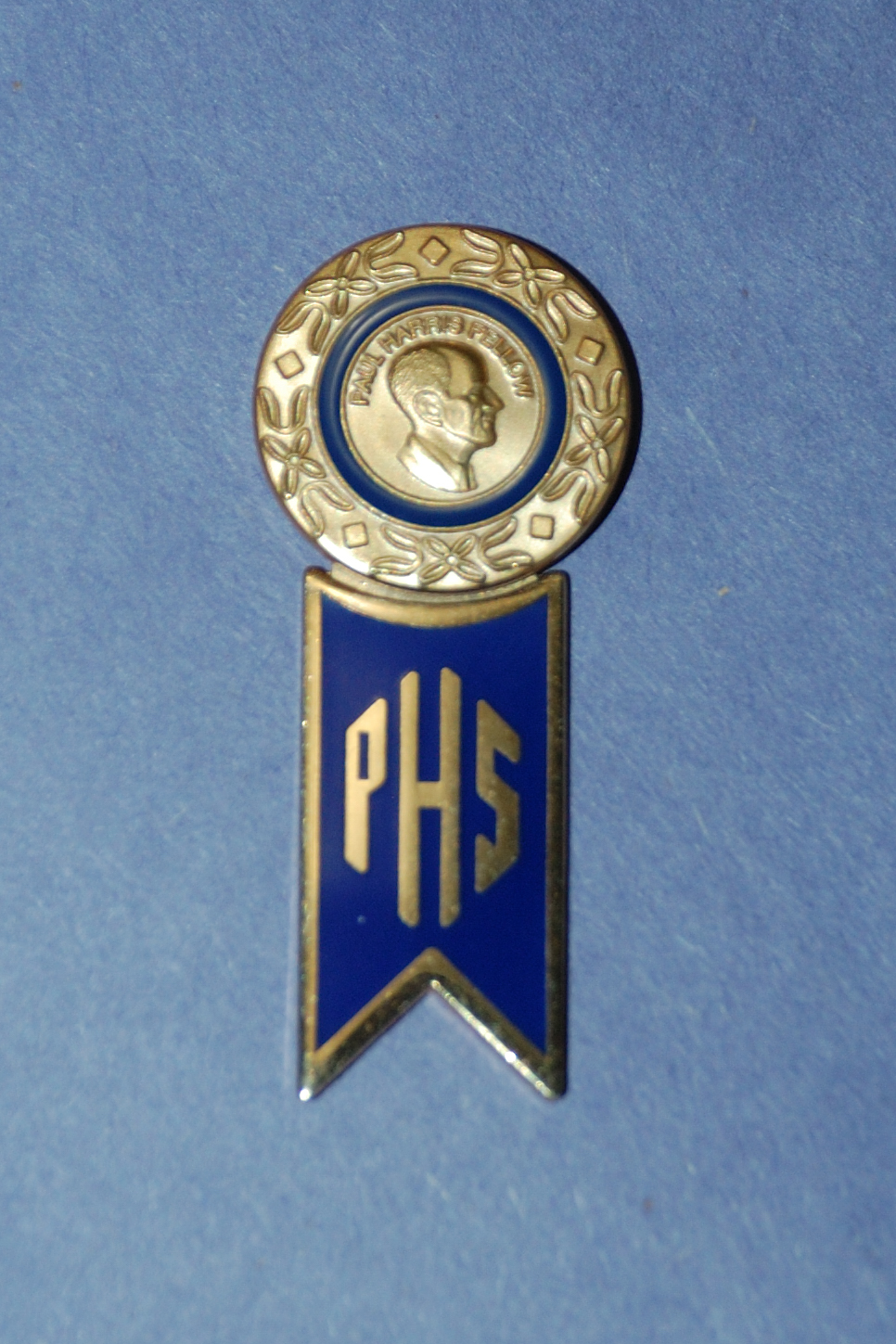
保羅哈里斯之友（PHF）徽章和保羅哈里斯協會會員（PHS）掛飾

以個人名義捐款至扶輪基金會（The Rotary Foundation）的年度計畫基金（Annual Program Fund）、根除小兒痲痺等疾病基金（Polio Plus Fund）或人道計畫（Humanitarian Grants Program），且累積金額達到 1,000 美元時，就會獲頒保羅哈里斯之友（Paul Harris Fellow; PHF）的榮譽。此外，有些扶輪社會以社內的經費支出，將這份殊榮頒給符合「扶輪四大考驗」並具有高度專業或高道德標準的個人，保羅哈里斯之友獲頒者並不侷限於扶輪社員。
每位保羅哈里斯之友都會收到從國際扶輪總部寄來的一份證書和徽章，如果是要將 PHF 作為一份殊榮頒授給非扶輪社員或具有特殊貢獻者，則可以再額外以 15 美元添購一個繫在藍色和金色絲帶上的懸掛式大獎章。保羅哈里斯之友（PHF）是扶輪社所能授予個人的最高榮譽。
保羅哈里斯之友（PHF）累計受獎人數在 2006年正式突破 100 萬人，它已經成為一份超越國界的榮耀，世界各地有許多著名人物曾經受獎登錄為保羅哈里斯之友，包括美國總統吉米·卡特、俄羅斯總統葉爾欽、英國威爾斯親王查爾斯王子、印度總理英迪拉·甘地、南非總統曼德拉、約旦國王胡笙一世、聯合國秘書長佩雷斯·德奎利亞爾和科菲·安南、教宗若望·保祿二世、德蕾莎修女、美國太空人吉姆·洛維爾、義大利盧奇亞諾·帕華洛帝和科學家約納斯·沙克等等。
超過一次捐款且單次捐款金額超過 1,000 美元的保羅哈里斯之友，會被登錄為多次捐贈保羅哈里斯之友。

### 保羅哈里斯協會會員
保羅哈里斯協會會員（Paul Harris Society; PHS）是一個由扶輪各地區管理的特別計畫。保羅哈里斯協會會員必須承諾每年向年度計畫基金（Annual Program Fund）捐款 1,000 美元。所有的保羅哈里斯協會會員都會收到一個有協會縮寫 PHS 字樣的掛飾，可連同保羅哈里斯徽章一起配戴。

## 外部連結
- Rotary Park, Onekama, Michigan, Memorial to Paul Harris. Local Summer resident （页面存档备份，存于）.

| 非組織職務 | 非組織職務                        | 非組織職務           |
| ---------- | --------------------------------- | -------------------- |
| 前任： 無  | 國際扶輪社長 1910–1911, 1911–1912 | 繼任： Glenn C. Mead |